# عندما يبكي الرجال (فلم)
عندما يبكي الرجال هو فيلم مصري عرض عام 1984، بطولة فريد شوقي ونور الشريف ومديحة كامل وفاروق الفيشاوي، ومن إخراج حسام الدين مصطفى.

## قصة الفيلم
تدور الأحداث حول صابر تاجر ثري، يقع في غرام الفتاة الشابة ثريا، يرفض ابنه شريف تلك العلاقة ويتنبأ لها بالفشل. يتزوج التاجر ثريا وتكون العصمة بيدها، يترك شريف منزل أبيه ويعمل في ورشة لإصلاح السيارات، يقع شريف في حب ابنة صاحب الورشة ليلى، تستولى ثريا على ثروة صابر ثم تطلقه، يتعرف شريف على ثريا ويسعى كي ينتقم لأبيه.

## طاقم التمثيل
- فريد شوقي: (صابر)
- نور الشريف: (شريف صابر)
- مديحة كامل: (ثريا)
- فاروق الفيشاوي: (سالم)
- سمية الألفي: (ليلى)
- أحمد لوكسر: (بيومي حسونة)
- نهى العمروسي: (سميرة صابر)
- صلاح رشوان: (كمال صابر)
- مدحت غالي: (زوج ثريا الأول)
- حافظ أمين: (عم شاكر)
- قدرية كامل: (خديجة)
- شكري منصور: (والد ليلى)
- بدرية عبد الجواد: (الجارة)
- محمد أبو حشيش: (عوضين)

## فريق العمل
- إخراج: حسام الدين مصطفى
- قصة: أحمد فريد محمود
- سيناريو: مصطفى محرم
- حوار: بهجت قمر
- مدير التصوير: إبراهيم صالح
- تصوير: حسام الدين مصطفى
- مونتاج: فكري رستم
- إنتاج: حسام الدين مصطفى
- توزيع داخلي: شركة مصر للتوزيع ودور العرض
- توزيع خارجي: شركة مصر للتلفزيون والسينما